# 汾阳南薰楼
汾阳南薰楼是一座明代木结构楼阁式建筑，位于山西省吕梁市汾阳市文峰街道南关村中心的南薰街（原大南关正街）与迎新街十字路口。
昔日的汾州府府城，包括主城与东南西北四座关城，四关各有一座标志性楼阁，分别是东关辛巷楼、南关南熏楼、西关三皇楼、北关五佛楼。历经战乱之后，只有南熏楼幸存至今。五佛楼于2004年在原址重建。
南薰楼建于明弘治十三年（1500年），高17.26米，二层四檐。十字脊歇山琉璃顶，四根通天巨柱直上楼顶。四层檐下均设造型各异的精美斗拱。一层顶部设藻井。南面正中悬挂的横匾“光明四表”是古匾。楼阁内北、南、西、东四面设四个神阁，分别供奉真武大帝、关帝、三官和观音坐像。
1992年落架大修。1993年12月28日，汾阳南薰楼公布为汾阳市文物保护单位。2021年8月4日，汾阳南薰楼公布为山西省文物保护单位。
南薰楼出现在2015年上映的贾樟柯导演的电影《山河故人》中。
2021年11月，汾阳市连降大雨，汾阳市人民检察院牵头开展“文物保护”专项行动，保护该市新增的12处第六批省级文物保护单位，包括岅峪东岳庙、东石龙天庙、后沟玲珑塔、刘家堡关帝庙旧址等，了解发现存在安全隐患情况，启动行政公益诉讼诉前程序，推进文物保护工作。